# Хофф, Сигурд
Сигурд Хофф (норв. Sigurd Hoff; 2 апреля 1889, Христиания — 9 августа 1955, Осло) — норвежский оперный певец (лирический тенор).

## Биография
Сигурд Хофф родился в Христиании 2 апреля 1889 года в семье строительного подрядчика Карла Йохана Хоффа (норв. Karl Johan Hoff; 1827-1887) и Марии Хофф (норв. Marie Hoff; род.1861).
Дебютировал как оперный певец в 1916 году и сделал заметную карьеру лирического тенора. В опере исполнял партии доктора Фауста в одноимённой опере Шарля Гуно, Жакино в «Фиделио», Давида, ученика Сакса, в «Нюрнбергских мейстерзингерах» и имперского князя Леопольда в «Жидовке». Работал в первой постоянной оперной труппе в Норвегии Опера-Комик, которая существовала с 1918 по 1921 год и давала представления в Осло в здании по адресу Стортингсгата 16. После закрытия труппы Опера-Комик, Сигурд работал в Норвежском национальном театре, а также периодически выступал в различных оперных театрах, в том числе в Королевской опере в Стокгольме.
Награждён королём Хоконом VII в 1947 году Орденом Святого Олафа.
Сигурд Хофф был женат на пианистке и учительнице музыки Гунде Хофф (1885-1970), урождённой Хольт, и имел двух детей. Умер от гипертонического криза 9 августа 1955 года в возрасте 66 лет и был похоронен 23 августа на крупнейшем кладбище Вестре Гравлунд в Осло.
Известный норвежский ученый-филолог, лексикограф, переводчик и поэт Ивар Оргланд в юности был учеником Сигурда Хоффа.